# Trường Sa Lớn
Đảo Trường Sa, hay Đảo Trường Sa Lớn (tiếng Anh: Spratly Island/Storm Island; tiếng Trung: 南威岛; Hán-Việt: Nam Uy đảo; bính âm: Nánwēi dǎo), là một đảo san hô thuộc cụm Trường Sa của quần đảo Trường Sa. Đảo có diện tích tự nhiên lớn thứ 4 sau Bến Lạc, Thị Tứ và Ba Bình, nằm cách Cam Ranh khoảng 254 hải lý (470,4 km) và cách Vũng Tàu hơn 500 km theo đường biển. Đảo có tên gọi chính thức in trên bản đồ hành chính Việt Nam và trên bia chủ quyền do nước này dựng trên đảo là Trường Sa, mặc dù rằng người ta cũng sử dụng rất rộng rãi biệt danh Trường Sa Lớn.
Đảo Trường Sa là đối tượng tranh chấp giữa Việt Nam, Đài Loan và Trung Quốc. Việt Nam đưa quân đồn trú trên đảo này từ tháng 2 năm 1974 (dưới thời Việt Nam Cộng hòa). Về mặt hành chính thì đảo Trường Sa là nơi đặt trụ sở của đặc khu Trường Sa, tỉnh Khánh Hòa.

## Địa lý và môi trường

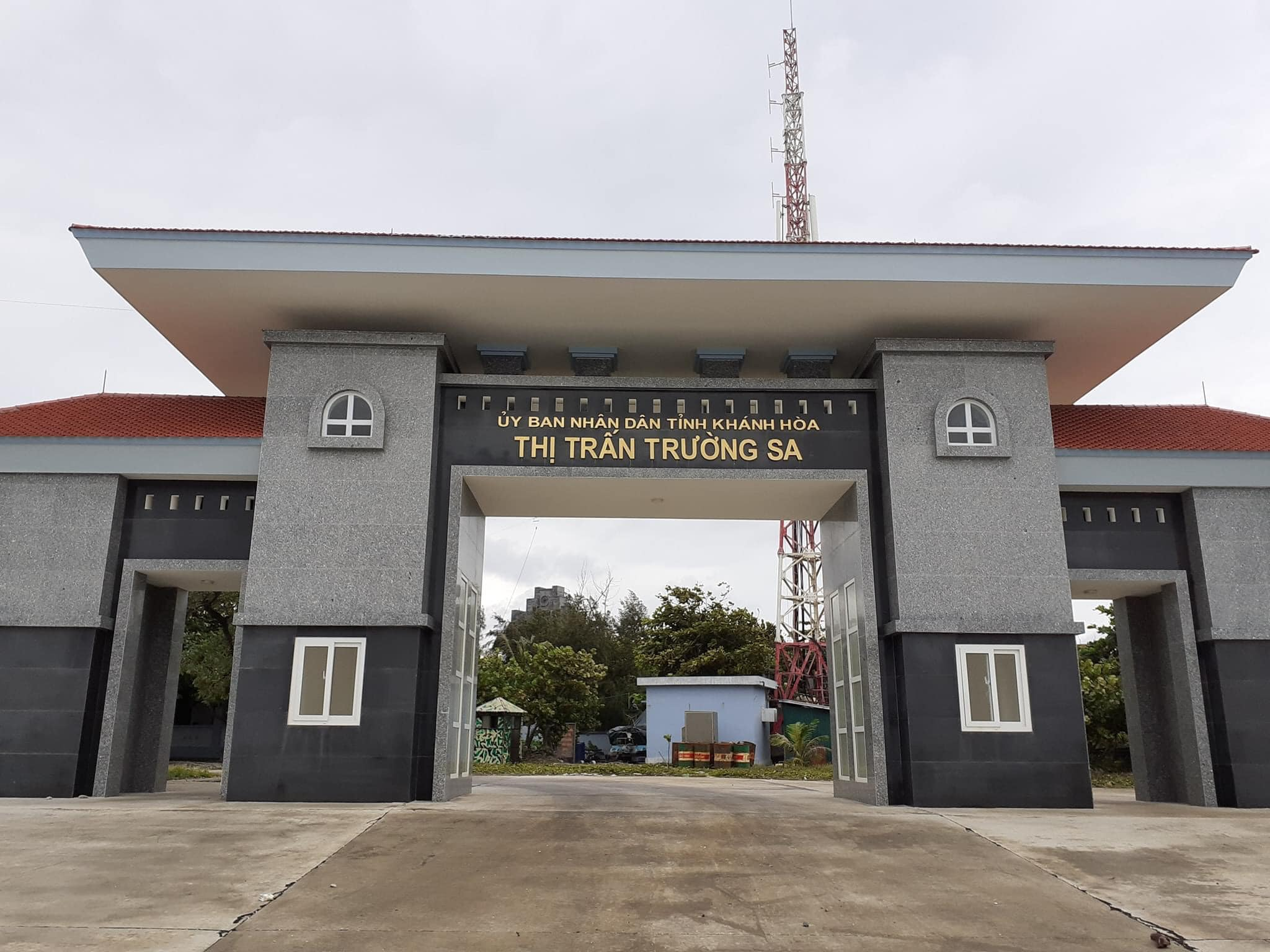
Cổng chào thị trấn Trường Sa trên đảo Trường Sa Lớn.

Tọa độ địa lí ghi trên bia chủ quyền đảo Trường Sa là 8°38′30″B 111°55′55″Đ / 8,64167°B 111,93194°Đ. Đảo Trường Sa có dạng hình tam giác vuông với cạnh huyền nằm theo hướng đông bắc-tây nam.  Diện tích tự nhiên ban đầu của đảo là 0,13 km². Theo Trung tâm chiến lược và Nghiên cứu Quốc tế (CSIS - Hoa Kỳ), thì tính đến cuối năm 2016 Việt Nam đã bồi đắp thêm khoảng 23 hectare cho đảo Trường Sa lớn. Theo như hình ảnh vệ tinh LandsatLook thì sau khi bồi đắp đảo dài 1300 m, rộng tối đa 500 m, có diện tích đất nổi tổng cộng là vào khoảng 36,5 hectare (0,365 km²), và có thêm âu tàu nằm phía tây nam đảo rộng khoảng 9 ha.
Bề mặt đảo cao khoảng 3,4 đến 5 m so với mực nước biển khi thủy triều xuống thấp nhất. Vành san hô bao quanh đảo cũng nhô lên khỏi mặt nước khi nước triều xuống. Thủy triều ở khu vực này tuân theo chế độ nhật triều.
Khí hậu ở đảo mang nét đặc trưng của quần đảo Trường Sa với mùa hè mát và mùa đông ấm. Từ tháng 2 đến tháng 5 là mùa khô; từ tháng 5 đến tháng 1 năm sau là mùa mưa. Trong mùa khô, nhiệt độ cao được duy trì từ 4 giờ 30 phút đến 19 giờ nhưng sóng yên biển lặng. Vào mùa mưa, nhiệt độ trong ngày thấp hơn nhưng dông bão thường xuyên xảy ra.

Đảo Trường Sa có giếng nước lợ có thể dùng để tắm giặt và tưới cây. Thực vật nơi đây chủ yếu là các cây bàng vuông, muống biển, phi lao, phong ba, xương rồng và một số loài cỏ lau thân mềm, cỏ lá kim nhưng sinh trưởng và phát triển kém do khí hậu khắc nghiệt. Người trên đảo trồng thêm chuối, đu đủ, ớt và nhiều loại rau xanh, rau gia vị. Họ còn nuôi hàng trăm con chó và rất nhiều gia cầm như gà, vịt, ngan và ngỗng.

## Lịch sử
Thời Pháp thuộc, ngoài tên gọi Spratly, đảo còn có tên île de (la) Tempête (tạm dịch: đảo Bão Tố), khởi nguồn từ tên gọi Horsburgh's Storm Island trong tiếng Anh, vốn do nhà Thủy văn học người Scotland James Horsburgh đặt ra. Riêng danh xưng Spratly có từ năm 1843, do thuyền trưởng Richard Spratly đặt, viết đầy đủ là Spratly's Sandy Island. Nhật Bản khảo sát đảo Trường Sa vào năm 1918, có thời gọi tên đảo này là Nishitorishima (西鳥島 (Tây Điểu đảo) , tạm dịch: "đảo chim ở phía tây").
Tháng 4 năm 1930, Pháp gửi tàu thông báo la Malicieuse ra quần đảo Trường Sa và thượng cờ Pháp trên một gò đất cao thuộc đảo Trường Sa. Thời điểm đó, Pháp có thấy ngư dân Trung Quốc trên đảo này nhưng Pháp không tìm cách trục xuất họ. Cuối tháng 7 năm 1933, Bộ Ngoại giao Pháp ra thông báo về hành động chiếm các đảo thuộc Trường Sa và liệt kê một danh sách kèm theo, trong đó ghi rằng họ chiếm đảo Trường Sa vào ngày 13 tháng 4 năm 1930.
Đầu thập niên 1960, Quân lực Việt Nam Cộng hòa có vài lần viếng thăm đảo Trường Sa. Trong năm 1963, ba tàu gồm HQ-404 Hương Giang, HQ-01 Chi Lăng và HQ-09 Kì Hòa đã ghé thăm và xây dựng lại các bia đánh dấu một cách có hệ thống trên một số đảo thuộc quần đảo Trường Sa, và bia trên đảo Trường Sa được dựng ngày 19 tháng 5 năm 1963.
Sau sự kiện hải chiến Hoàng Sa, Hải quân Việt Nam Cộng hòa tiến hành Hành quân Trần Hưng Đạo 48 cho quân đồn trú trên đảo từ tháng 2 năm 1974.
Ngày 29 tháng 4 năm 1975, Hải quân Nhân dân Việt Nam giải phóng và đồn trú trên đảo này từ đó đến nay.

Quân kỳ được sử dụng bởi lực lượng Việt Nam trú quân trên đảo.

## Hành chính

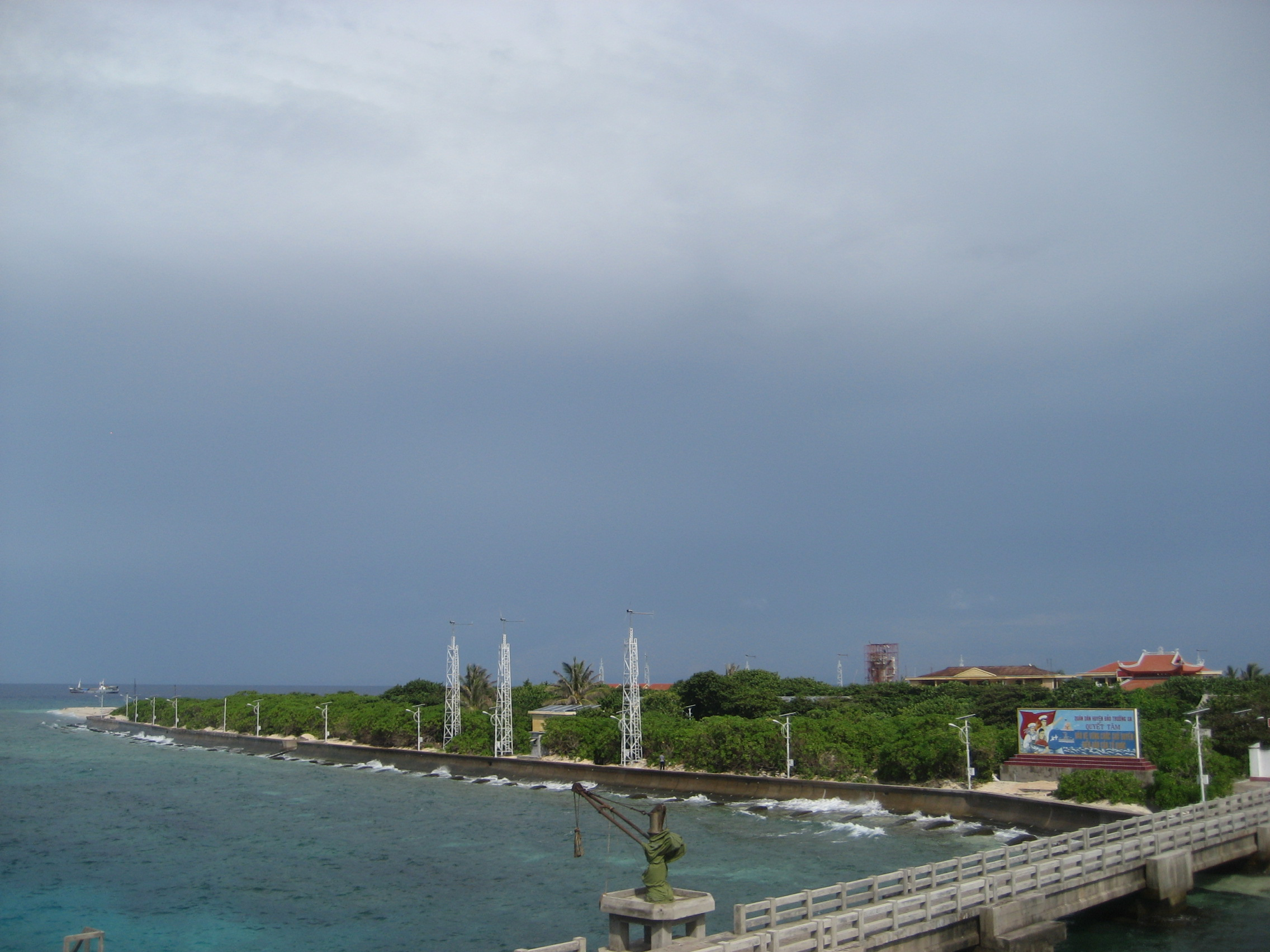
Quang cảnh một phần đảo Trường Sa nhìn từ phía cầu tàu.

Đối với Việt Nam, đảo Trường Sa đóng vai trò đảo chính trong số các thực thể địa lý thuộc quần đảo Trường Sa do nước này kiểm soát. Năm 2007, Chính phủ Việt Nam thành lập thị trấn Trường Sa thuộc huyện Trường Sa, tỉnh Khánh Hòa trên cơ sở đảo Trường Sa và các đảo, đá, bãi phụ cận thuộc cụm Trường Sa và cụm An Bang (cụm Thám Hiểm) như đảo An Bang, đá/bãi Thuyền Chài,... Trên đảo này có trụ sở Ủy ban Nhân dân huyện Trường Sa.

## Dân cư
Trên đảo Trường Sa có bảy hộ gia đình từ huyện Cam Lâm, tỉnh Khánh Hòa ra sinh sống từ năm 2008. Mỗi gia đình sống tại một căn hộ gồm hai phòng; bếp và nhà tắm tách riêng; phía sau có mảnh vườn trồng rau. Hiện thời, sau khi hoàn tất chương trình tiểu học thì học sinh trên đảo sẽ được chuyển vào đất liền để tiếp tục chương trình trung học cơ sở..

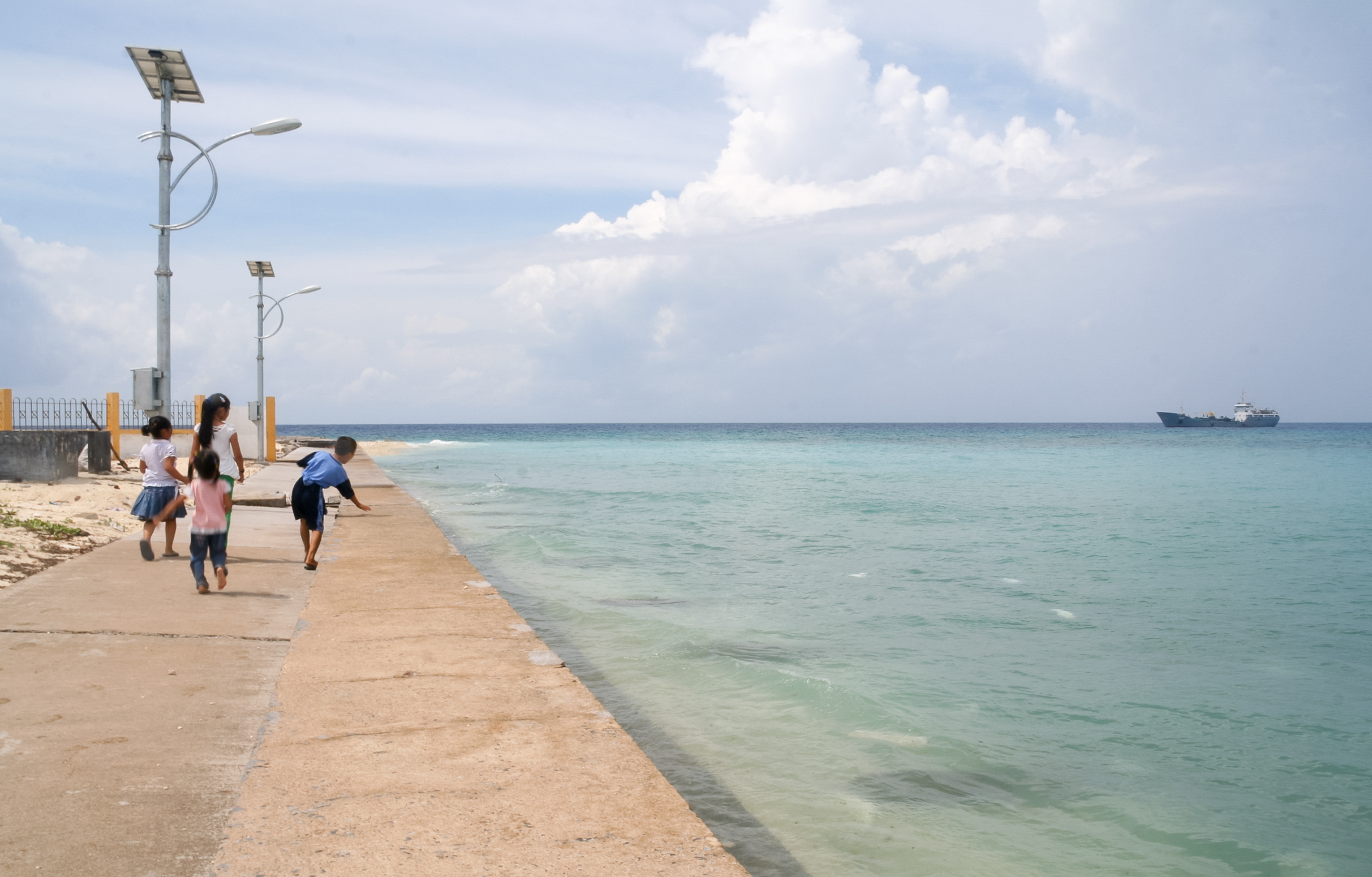
Trẻ em nô đùa trên đảo Trường Sa.

## Cơ sở hạ tầng
Đường băng trên đảo được làm mới với tiêu chuẩn sân bay cấp ba, cho phép các loại máy bay cánh bằng chở khách hạ/cất cánh. Đường băng dài 1300m và sân đỗ máy bay mới có ba lớp kết cấu gồm lớp nền móng tạo phẳng được lu lèn chặt, lớp móng gia cố xi măng và lớp bê tông xi măng cường độ cao dày 25 cm. Cảng cá trên đảo được định hướng tới năm 2020 sẽ có thể đón được tàu có công suất tối đa 1.000 CV, phục vụ 90 lượt tàu cá/ngày và tổng lượng thủy sản lưu thông qua cảng là 10.000 tấn/năm. Điện năng trên đảo lấy từ hệ thống pin mặt trời và tua bin gió.
Trạm Khí tượng Hải văn Trường Sa là một bộ phận của đài Khí tượng Thủy văn Nam Trung Bộ. Được xây dựng từ năm 1977, đây là một trong hai mươi sáu trạm phát báo quốc tế với số hiệu 48920 do Tổ chức Khí tượng Thế giới cấp. Bảy nhân viên của trạm đo đạc và xử lý các thông số tám lần rồi báo về đất liền theo tần suất ba giờ/lần (bình thường) hoặc ba mươi phút/lần (thời tiết bất thường), liên tục từ 1 giờ đến 22 giờ mỗi ngày.
Trung tâm Y tế thị trấn Trường Sa là một cơ sở y tế cấp một toạ lạc trên đảo với các trang thiết bị như thiết bị khám cơ bản, siêu âm, điện tâm đồ, máy thở,... Một trường tiểu học cao hai tầng - có diện tích trên 200 m², gồm hai phòng học, hai phòng công vụ, một phòng vui chơi và một thư viện - đã khánh thành vào tháng 4 năm 2013. Ngoài ra, đảo còn có hải đăng, trung tâm cứu hộ-cứu nạn, chùa, chòi đá (cao 5,5 m, ở mũi phía nam đảo), nhà văn hoá,...

## Khí hậu
| Dữ liệu khí hậu của Trường Sa Lớn                            | Dữ liệu khí hậu của Trường Sa Lớn | Dữ liệu khí hậu của Trường Sa Lớn | Dữ liệu khí hậu của Trường Sa Lớn | Dữ liệu khí hậu của Trường Sa Lớn | Dữ liệu khí hậu của Trường Sa Lớn | Dữ liệu khí hậu của Trường Sa Lớn | Dữ liệu khí hậu của Trường Sa Lớn | Dữ liệu khí hậu của Trường Sa Lớn | Dữ liệu khí hậu của Trường Sa Lớn | Dữ liệu khí hậu của Trường Sa Lớn | Dữ liệu khí hậu của Trường Sa Lớn | Dữ liệu khí hậu của Trường Sa Lớn | Dữ liệu khí hậu của Trường Sa Lớn |
| Tháng                                                        | 1                                 | 2                                 | 3                                 | 4                                 | 5                                 | 6                                 | 7                                 | 8                                 | 9                                 | 10                                | 11                                | 12                                | Năm                               |
| ------------------------------------------------------------ | --------------------------------- | --------------------------------- | --------------------------------- | --------------------------------- | --------------------------------- | --------------------------------- | --------------------------------- | --------------------------------- | --------------------------------- | --------------------------------- | --------------------------------- | --------------------------------- | --------------------------------- |
| Cao kỉ lục °C (°F)                                           | 31.7 (89.1)                       | 31.3 (88.3)                       | 32.7 (90.9)                       | 34.5 (94.1)                       | 34.1 (93.4)                       | 34.5 (94.1)                       | 32.9 (91.2)                       | 34.0 (93.2)                       | 33.4 (92.1)                       | 33.0 (91.4)                       | 32.2 (90.0)                       | 31.0 (87.8)                       | 34.5 (94.1)                       |
| Trung bình ngày tối đa °C (°F)                               | 27.6 (81.7)                       | 28.4 (83.1)                       | 29.9 (85.8)                       | 31.2 (88.2)                       | 31.6 (88.9)                       | 30.5 (86.9)                       | 30.0 (86.0)                       | 29.9 (85.8)                       | 29.9 (85.8)                       | 29.9 (85.8)                       | 29.2 (84.6)                       | 28.0 (82.4)                       | 29.7 (85.5)                       |
| Trung bình ngày °C (°F)                                      | 26.4 (79.5)                       | 26.7 (80.1)                       | 27.8 (82.0)                       | 28.9 (84.0)                       | 29.3 (84.7)                       | 28.7 (83.7)                       | 28.2 (82.8)                       | 28.1 (82.6)                       | 28.1 (82.6)                       | 28.0 (82.4)                       | 27.6 (81.7)                       | 26.7 (80.1)                       | 27.9 (82.2)                       |
| Tối thiểu trung bình ngày °C (°F)                            | 25.2 (77.4)                       | 25.5 (77.9)                       | 26.3 (79.3)                       | 27.2 (81.0)                       | 27.5 (81.5)                       | 26.5 (79.7)                       | 26.1 (79.0)                       | 26.1 (79.0)                       | 26.0 (78.8)                       | 26.0 (78.8)                       | 25.7 (78.3)                       | 25.2 (77.4)                       | 26.1 (79.0)                       |
| Thấp kỉ lục °C (°F)                                          | 22.1 (71.8)                       | 21.5 (70.7)                       | 21.4 (70.5)                       | 23.1 (73.6)                       | 21.2 (70.2)                       | 22.9 (73.2)                       | 21.9 (71.4)                       | 22.2 (72.0)                       | 21.9 (71.4)                       | 22.6 (72.7)                       | 22.0 (71.6)                       | 21.7 (71.1)                       | 21.2 (70.2)                       |
| Lượng Giáng thủy trung bình mm (inches)                      | 117 (4.6)                         | 68 (2.7)                          | 43 (1.7)                          | 51 (2.0)                          | 109 (4.3)                         | 238 (9.4)                         | 237 (9.3)                         | 236 (9.3)                         | 247 (9.7)                         | 285 (11.2)                        | 409 (16.1)                        | 373 (14.7)                        | 2.412 (95.0)                      |
| Số ngày giáng thủy trung bình                                | 15.9                              | 9.9                               | 6.3                               | 7.3                               | 12.5                              | 17.3                              | 18.5                              | 19.4                              | 17.7                              | 20.5                              | 23.2                              | 22.7                              | 191.1                             |
| Độ ẩm tương đối trung bình (%)                               | 85.7                              | 84.4                              | 81.4                              | 78.5                              | 78.6                              | 81.1                              | 82.0                              | 83.0                              | 82.7                              | 82.0                              | 84.5                              | 86.5                              | 82.5                              |
| Nguồn: Vietnam Institute for Building Science and Technology |                                   |                                   |                                   |                                   |                                   |                                   |                                   |                                   |                                   |                                   |                                   |                                   |                                   |

## Hình ảnh

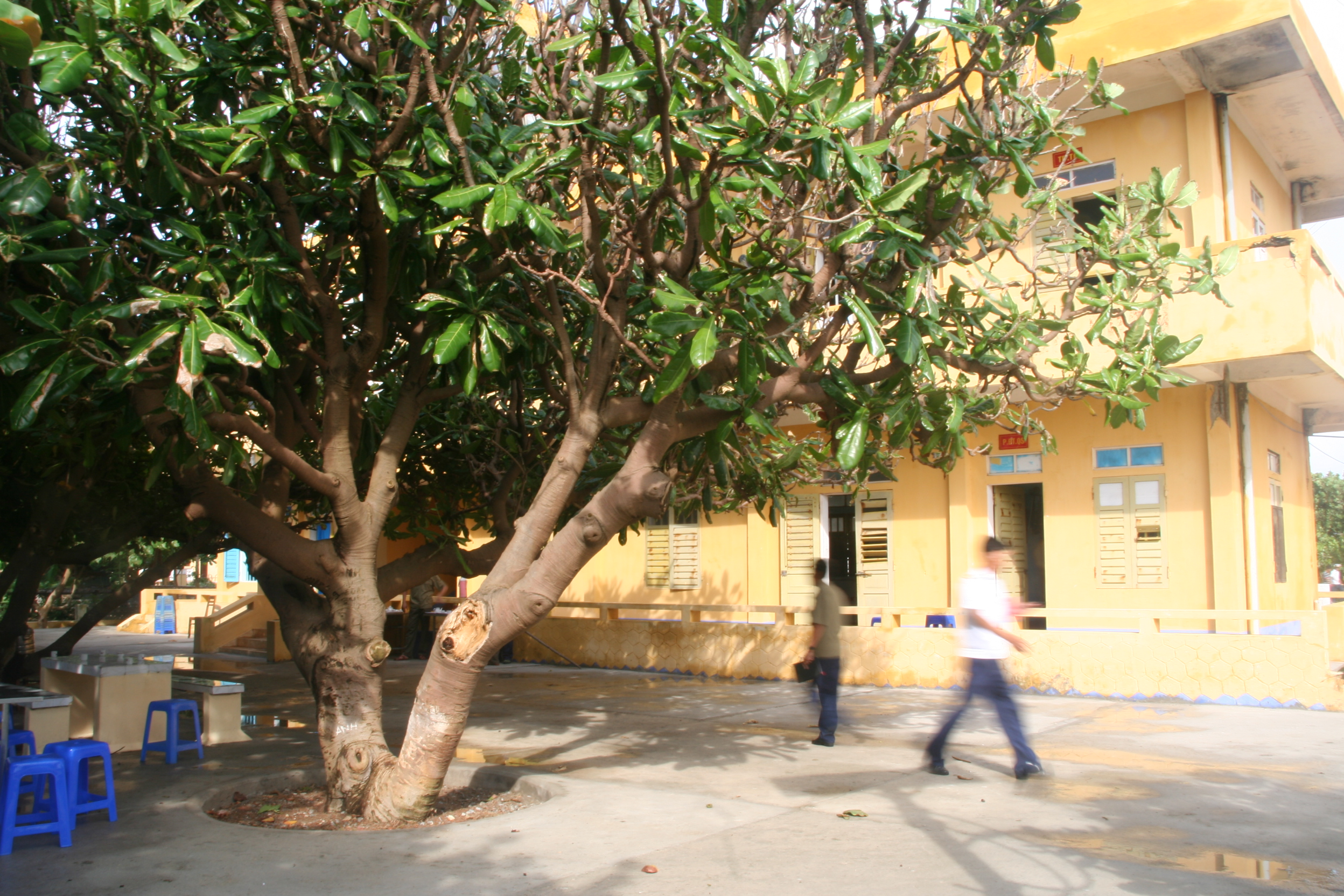
Cây bàng vuông trên đảo Trường Sa.
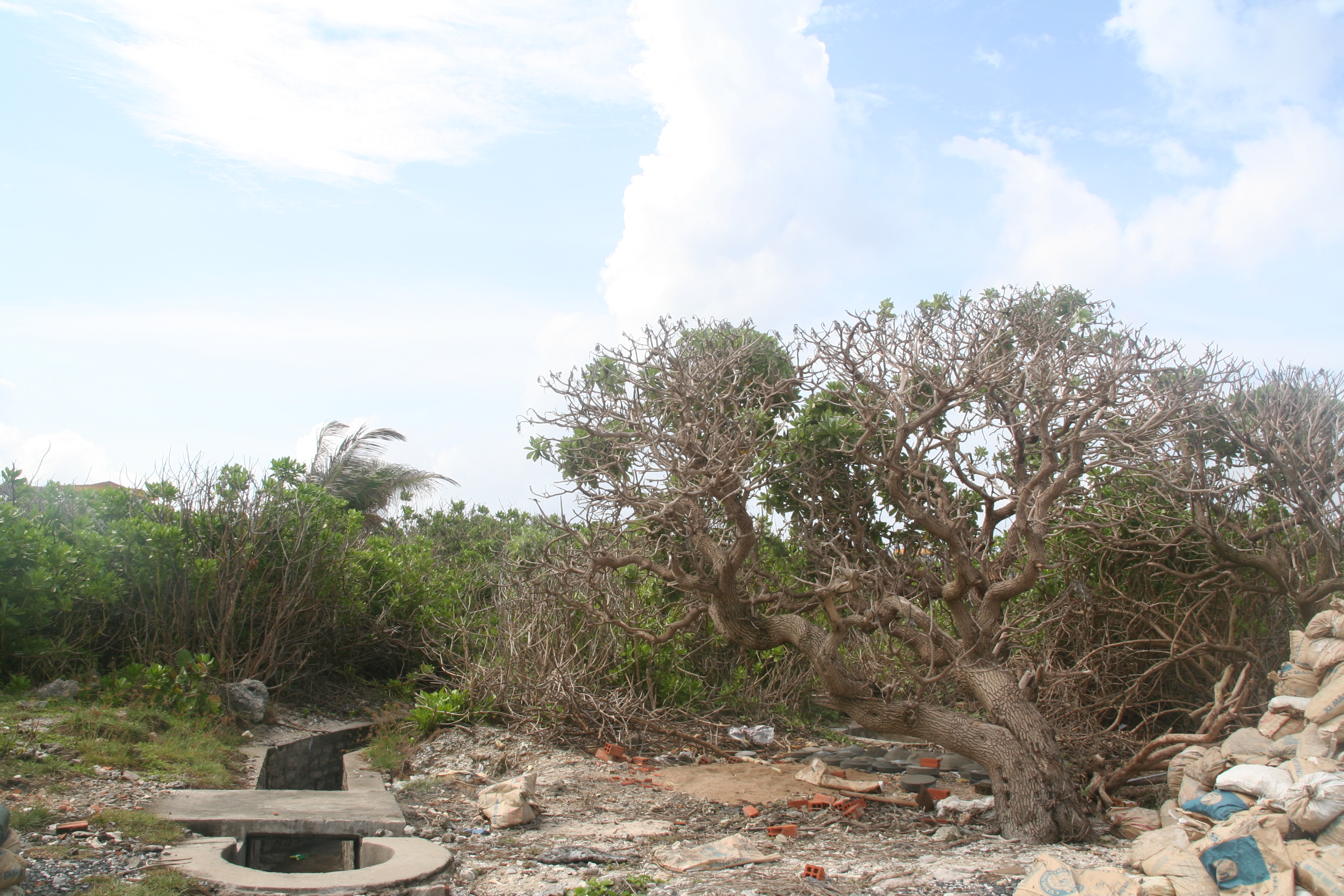
Cây phong ba già cỗi trên đảo Trường Sa.
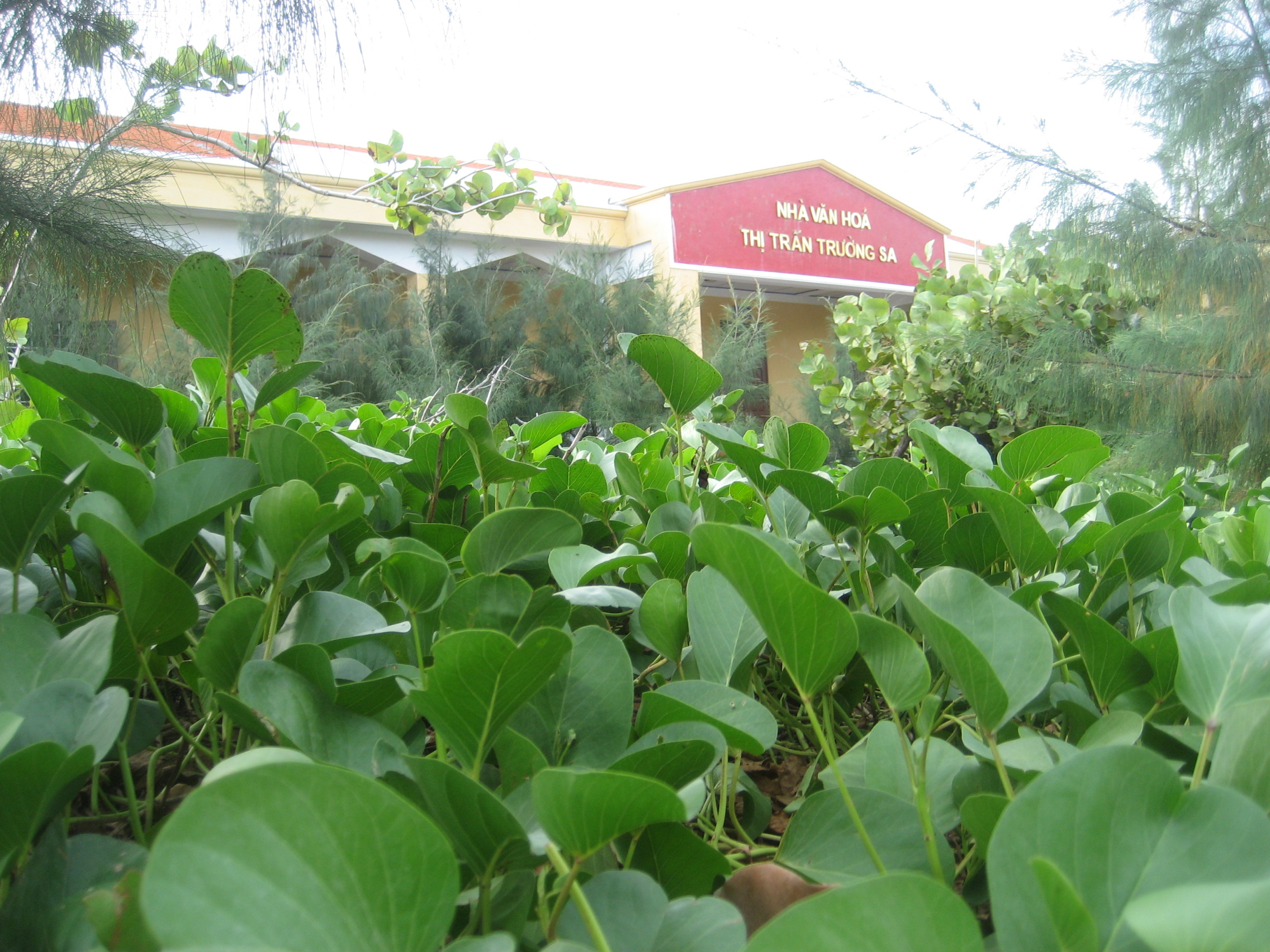
Nhiều cây muống biển trước Nhà Văn hóa.
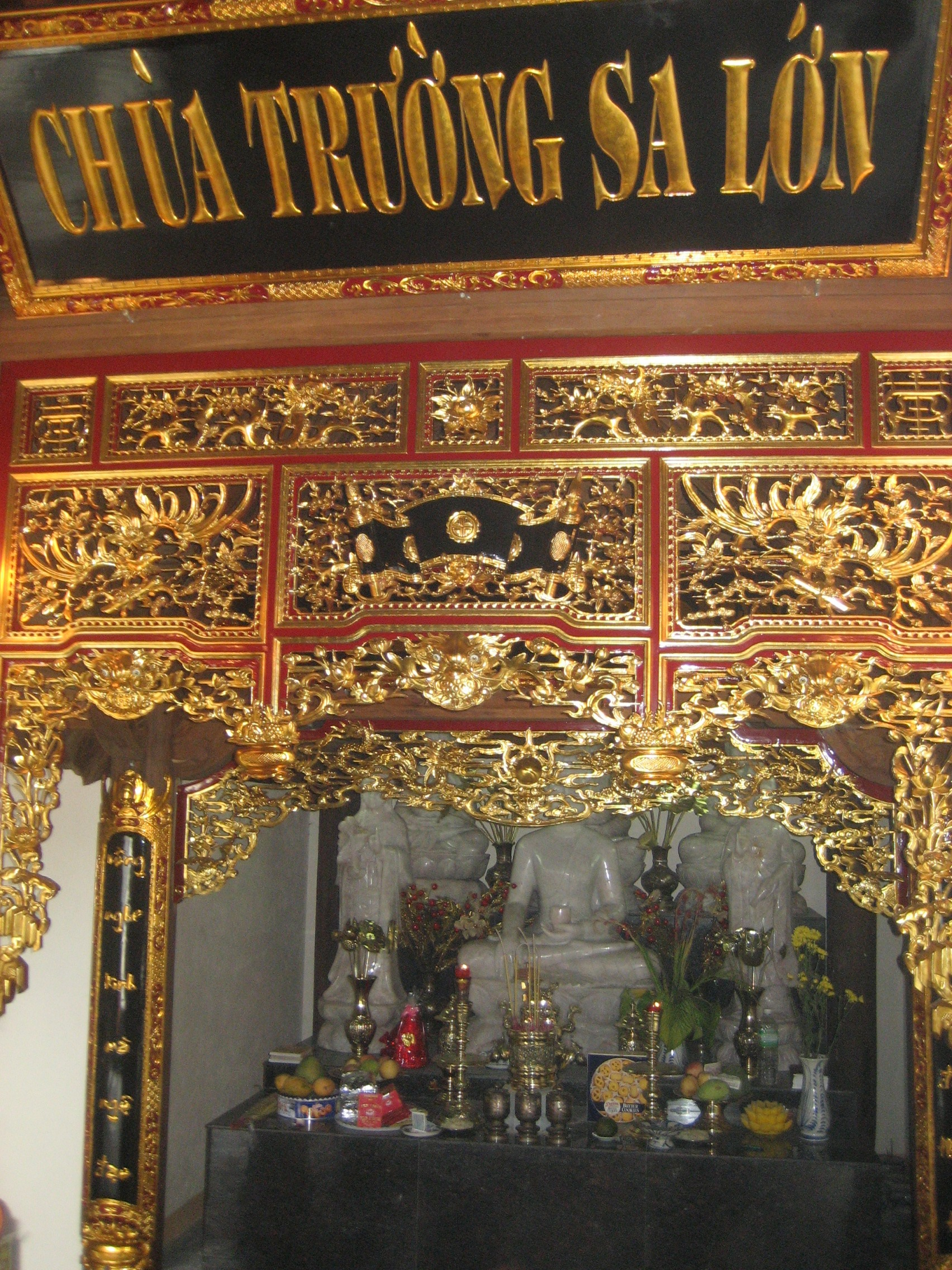
Hoành phi chùa.
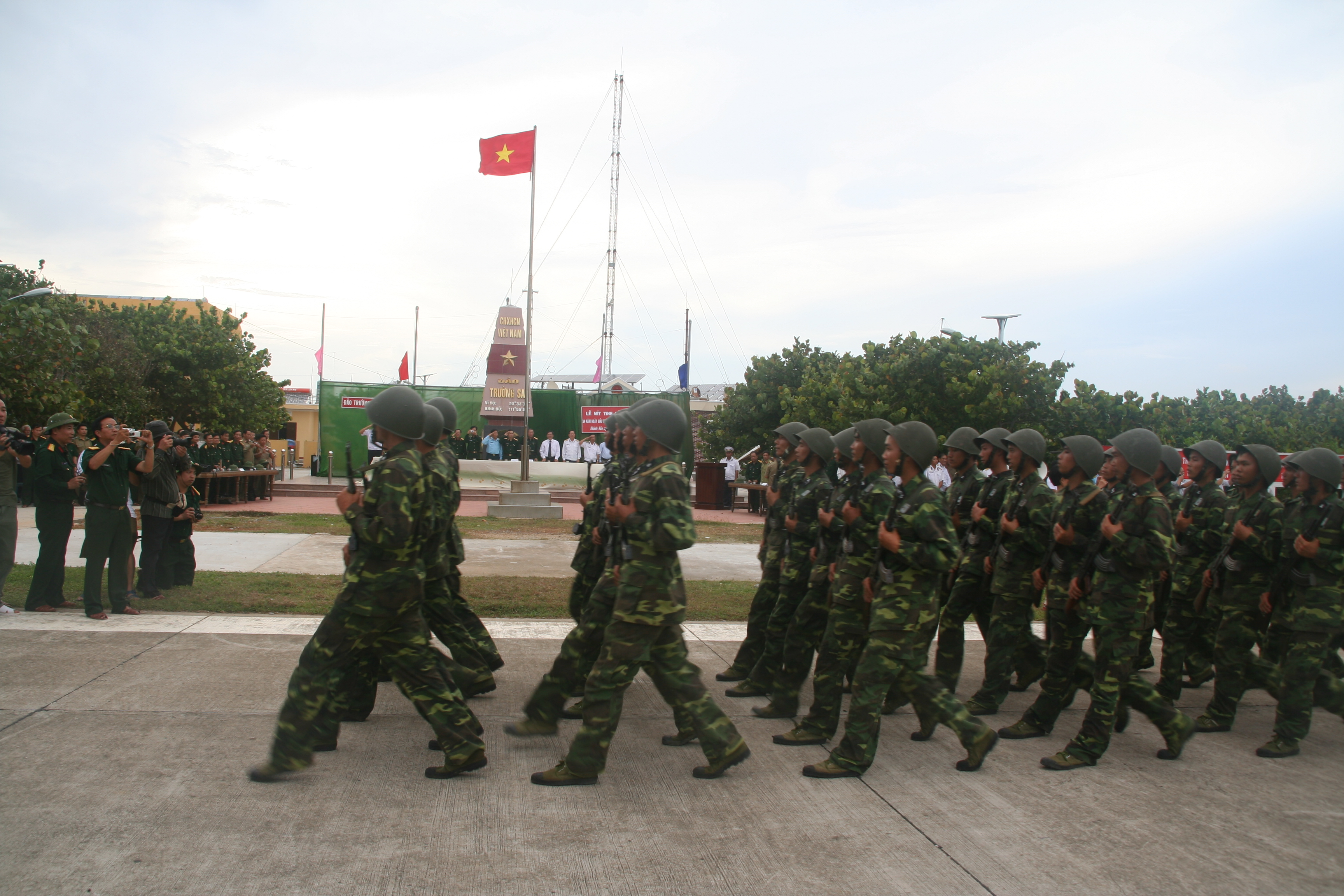
Duyệt binh trên đảo Trường Sa.
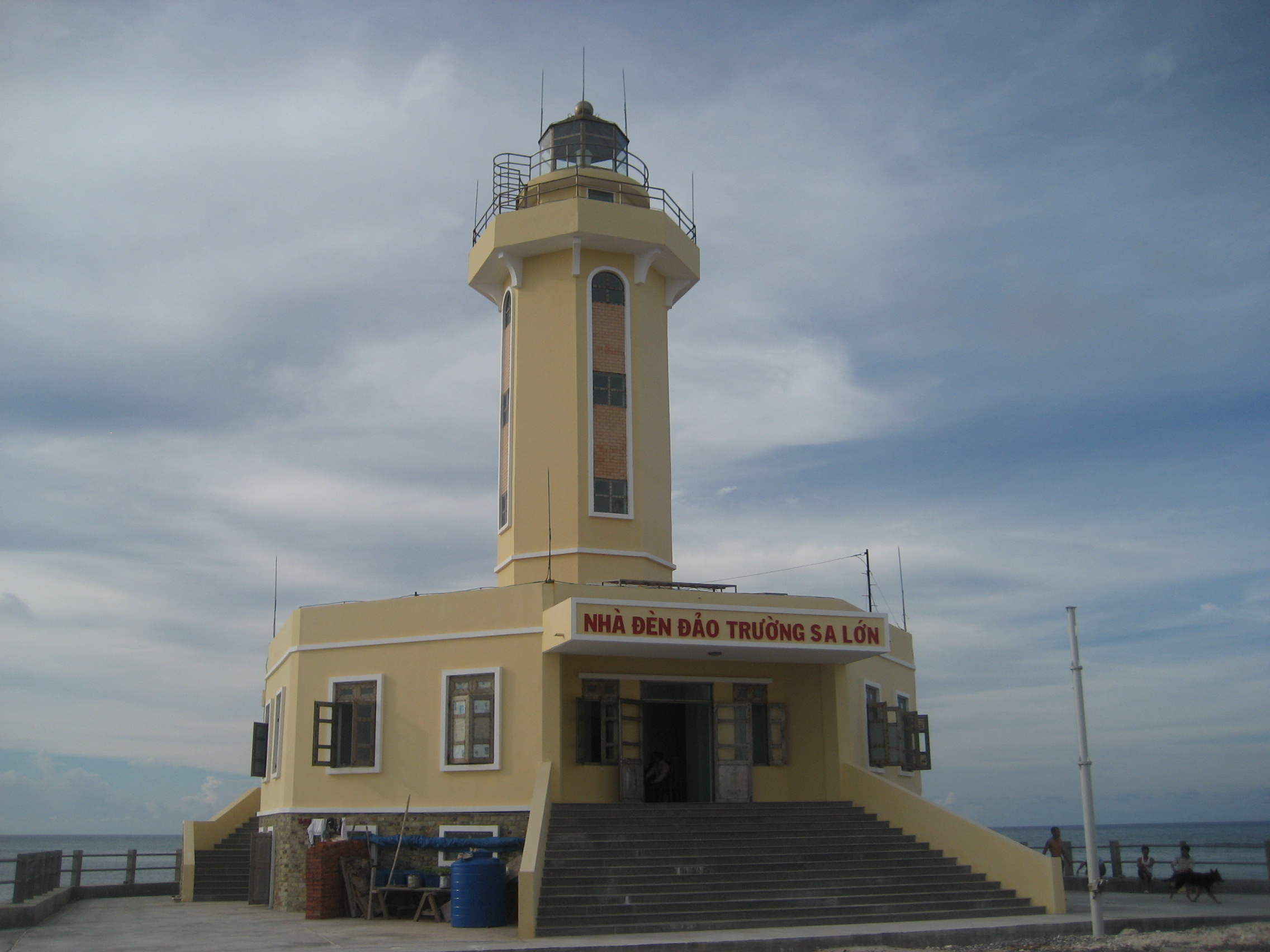
Đèn biển trên đảo Trường Sa.